# بوروتسیتسه (استان اوپوله)
بوروتسیتسه (به لهستانی: Borucice) یک منطقهٔ مسکونی در لهستان است که در گمینا لوبشا واقع شده‌است.